# دانشگاه اسلامی جاکارتا
دانشگاه اسلامی جاکارتا (به لاتین: Syarif Hidayatullah State Islamic University Jakarta) یک دانشگاه در اندونزی است که در سیپوتات واقع شده‌است.